# 中華基督教會何福堂書院
中華基督教會何福堂書院（英語：CCC Hoh Fuk Tong College）是香港屯門區一所資助中學，於1963年成立。此校曾兼辦日、夜校，至今只剩下日校仍在運作。

## 歷史
在中華基督教會香港區會屬下的「香港神學院」併入崇基神學院後，位於中華基督教會何福堂會所的原校舍隨即騰空。因此，該會於1962年決定將神學院重建為一座英文中學，並於翌年正式開辦此校。初年，此校借用鄰近的何福堂會所上課，並曾附設宿舍。
隨著永久校舍於1965年建成，此校正式遷入現址上課，並於同年7月10日由時任港督戴麟趾主持揭幕禮。
1978年，因應屯門新市鎮發展，此校開辦夜中學部，首年開辦初中各級，後擴展至高中及預科。同年，日校部正式轉為津貼中學。
由於政府自1998年起實施「母語教學」政策，但此校不符資格開設英文班，因此需改以中文授課，並維持至今。
因中學教育日漸普及，夜校部於2020年暑假停辦，至此只剩下日校部仍在辦學，而同系學校的成人教育服務亦正式劃上句號。

## 校政管理

### 歷任校監
日校
- 1963年至1973年：潘頓 牧師
- 1973年至1984年：汪彼得 牧師
- 1984年至1985年：李清詞 牧師
- 1985年至1988年：郭乃弘 牧師
- 1988年至1993年：翁珏光 牧師
- 1993年：蘇宗仁 博士
- 1993年至1994年：吳振智 牧師
- 1994年至1998年：吳榮恩 牧師
- 1998年至2000年：余英嶽 牧師
- 2000年至2005年：蘇義有 先生
- 2005年至2006年：趙宗義 先生
- 2006年至2011年：王震廷 牧師
- 2011年至2017年：黃成榮 先生
- 2017年至今：王家輝 牧師

夜校
- 馮壽松 先生（原夜校校長；2018年逝世）[11]
- 余煊 博士（？-2020年，末任校監）[6]

### 歷任校長
日校
- 1963年至1968年：吳榮恩 牧師
- 1968年至1971年：顧愛理 女士（Ms. Alice Cook；1980年代中逝世）
- 1971年至1972年：陳和通 先生（後調任至同系銘賢書院及銘基書院）
- 1972年至1979年：張陳妙賢 女士（後轉職至廉政公署）
- 1979年至1990年：蕭永祥 先生
- 1990年至1997年：張憲猷 先生
- 1997年至2001年：岑樹基 先生
- 2001年至2003年：蕭永祥 先生
- 2003年至2009年：朱啟榮 先生
  - 2009年至2010年：袁玉英 女士（署任）
- 2010年至2014年：葉天祐 先生（後調任至同系桂華山中學及全完中學）
- 2014年至今：梁文祺 先生（首年為署任，其後獲得真除）

#### 夜校
- 馮壽松 先生[12]（1978年-2002年，創校校長）
- 陸澤湝 先生（2002年-2003年，兼同系夜校總校長，及九龍城浸信會禧年小學校監）[13]
- 雷仕勳 先生（2003年[14]-2020年，末任校長）[15]

## 校舍
此校為一座非標準校舍，佔地9,000平方米，設有25間課室及各種特別室。校舍分為新、舊翼，當中舊翼由周李建築師樓設計，於1965年建成；而新翼則於1988年竣工。

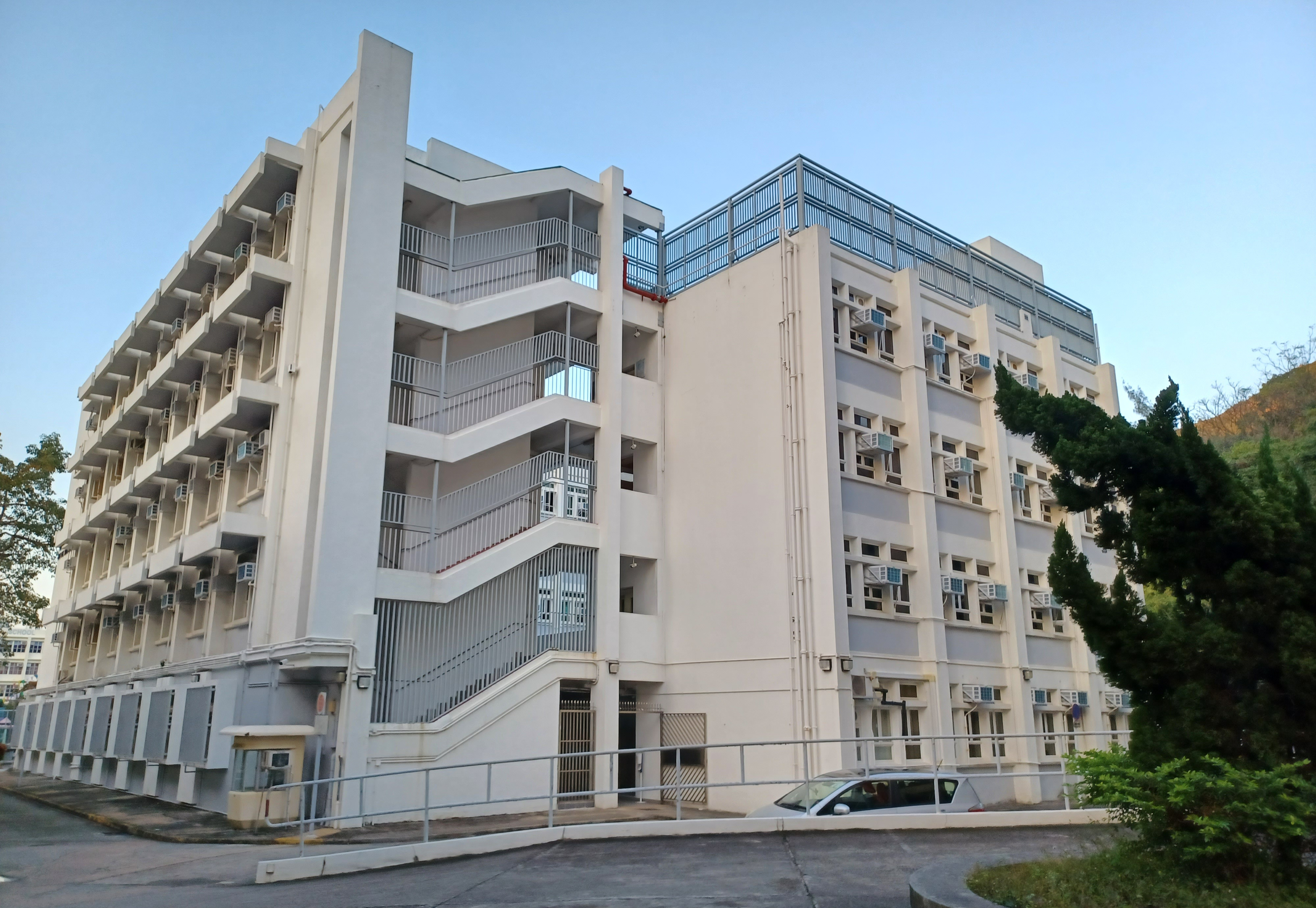

## 事件
- 於六七暴動期間，此校部分師生曾成立「戰鬥組」，參與親共派人士對校方行政人員的批鬥[18]；此外，校內亦曾被警方搜出假炸彈，並有一名校工因而被捕[19]。

## 著名/傑出校友
商業、政治界
- 黃建業（1969年）：地產代理商美聯集團創辦人、主席及董事總經理[20]
- 楊江（1978年中五）：香港青年關愛協會會長、前新界總商會常務董事、燕京啤酒香港分公司董事[21]
- 關健雄（1978年）：港鐵（深圳）總車務經理[22]
- 張鑫善（1971年中五）：香港新華集團執行董事、澳門新基地產發展有限公司總經理[23]
- 簡松年，SBS，JP（1968年中五）：簡松年律師行創辦人、現任全國政協委員[24]
- 葉文斌，MH（2006年中七）：屯門區議會民選議員（屯門東）
- 陸頌雄，JP（1997年中七）：立法會議員（選舉委員會）、前元朗區議會民選議員（天恒）
- 曹紹偉（1970年中五）：前香港立法局議員、陽光房地產代理有限公司創辦人[25]
- 戴展華：前元朗區議會議員、前香港立法局議員，現何君堯顧問。

文藝界
- 鄧達智（1974年中四肄業）：著名時裝設計師[26]
- 李龍基（1969年中五）：香港男藝人及歌手[27][註 1]
- 蔚雨芯（2005年中一至2007年中三上學期）：香港女藝人及歌手[註 2]
- 黃寶欣（肄業）：香港女歌手[註 3]

公共事業界
- 戴健文：前香港電台副廣播處長、鄰舍輔導會副主席及署理總幹事[28]
- 李建日：前消防處處長[28]

教育界
- 余海禮（1971）：前加州大學洛杉磯分校物理系訪問教授[25]

## 資料來源
1. 1 2 3  . 家庭與學校合作事宜委員會. 2022-12-06  [2023-01-03]. （原始内容存档于2022-01-18）.
2. ↑  . 中華基督教會何福堂書院: E.3. 2023  [2023-12-19]. （原始内容存档于2023-12-19）.
3. 1 2  . 中華基督教會何福堂書院. 1993-07-06: 28.
4. ↑  . No. 345. 中華基督教會香港區會: 5. 1986-02-15.
5. ↑  . 華僑日報. 1965-07-05  [2023-12-19].
6. 1 2  . 中華基督教會何福堂夜中學.   [2019-09-02]. 原始内容存档于2019-09-02.
7. ↑  . No. 258. 中華基督教會香港區會: 12. 1978-11-15.
8. ↑  . South China Morning Post. 1997-12-02.
9. ↑  . No. 2020-1/2. 中華基督教會香港區會: 9. 2020-01.
10. 1 2  中華基督教會香港區會中學校長會. . 中華基督教會香港區會中學校長會. 2018: 21  [2024-07-15]. 原始内容存档于2024-07-07.
11. ↑   (PDF). 香港教育學院.   [2023-12-19]. （原始内容存档 (PDF)于2023-12-19）.
12. ↑  . 華僑日報. 1990-08-21  [2023-12-27].
13. ↑  . 基督教文藝出版社. 2002-09: 33.
14. ↑  . No. 554. 中華基督教會香港區會: 12. 2003-09.
15. ↑   (PDF). 中華基督教會香港區會教育事工部. 2013-10-22  [2023-12-19]. （原始内容存档 (PDF)于2023-12-19）.
16. ↑  . 家庭與學校合作事務委員會. 2023  [2023-12-19]. （原始内容存档于2023-12-19）.
17. ↑  . 華僑日報. 1988-11-10  [2023-12-19].
18. ↑  . 大公報. 1967-10-25  [2023-12-19].
19. ↑  . 工商日報. 1967-11-29  [2023-12-19].
20. ↑  . 中華基督教會何福堂書院. 1993-07-06: 62.
21. ↑   (PDF). 中華基督教會何福堂書院校友會. 2012-2  [2019-08-27]. （原始内容存档 (PDF)于2019-08-27）.
22. ↑   (PDF). 中華基督教會何福堂書院校友會. 2018-3  [2019-08-27]. （原始内容存档 (PDF)于2019-08-27）.
23. ↑   (PDF). 中華基督教會何福堂書院校友會. 2015-3  [2019-08-27]. （原始内容存档 (PDF)于2019-08-27）.
24. ↑  . 中華基督教會何福堂書院. 1968  [2019-08-27]. （原始内容存档于2019-08-27）.
25. 1 2   (PDF). 中華基督教會何福堂書院校友會. 2015-11  [2019-08-27]. （原始内容存档 (PDF)于2019-08-27）.
26. ↑  . 東周刊 第310期 Book B 【名人講場】. 8月5日  [2017-12-06]. （原始内容存档于2017-12-06）.
27. ↑  . 中華基督教會何福堂書院.   [2015-06-27]. （原始内容存档于2020-09-19）.
28. 1 2   (PDF). 中華基督教會何福堂書院校友會. 2017-11  [2019-08-27]. （原始内容存档 (PDF)于2019-08-27）.

## 外部連結
- 中華基督教會何福堂書院
- 夜校部官方網頁（存檔）